# Ganlu zishu
Ganlu zishu (chinesisch 干祿字書 / 干禄字书; englisch Character Book for Seeking an Official Emolument ‚Schriftzeichenbuch für zukünftige Amtsanwärter‘) ist ein chinesisches orthographisches Wörter- bzw. besser: Zeichenbuch aus der Zeit der Tang-Dynastie. Es ist das erste Schriftzeichen-Wörterbuch für die chinesische Regelschrift (kaishu). Sein Autor ist Yan Yuansun (chinesisch 顏元孫 / 颜元孙), ein Nachfahre des berühmten Gelehrten Yan Shigu (顏師古).
Im Großen und Ganzen basiert das Werk auf Yan Shigus Werk Ziyang (字樣 englisch Character Samples ‚Schriftzeichenmuster‘), das heute nur noch in Fragmenten erhalten ist. Es war als ein offizieller Führer gedacht für den Gebrauch der Prüflinge der kaiserlichen chinesischen Beamtenprüfung, daher sein Titel Ganlu, eine Anspielung auf die Analekten (2:18).
Das Werk umfasst 804 Schriftzeichen (mit insgesamt 1656 Varianten). Die Schriftzeichen sind zusammengestellt nach Tonnamen und Silbenreimen (in etwa diejenigen die auch Qieyun verwendet werden). Die Varianten eines Schriftzeichens sind nach drei Typen unterteilt standardisierte Form (正), austauschbar (通) und Populärform (俗). Nicht jedes Schriftzeichen hat alle drei Arten von Varianten. Von den Examinanden erwartete man den Gebrauch der „standardisierten Form“ eines Schriftzeichens.
Der Text wurde nach der Kalligraphie von Yan Zhenqing, dem Neffen von Yan Yuansun, in Stein geschnitten. Der Stein ist jedoch abgenutzt.

## Ausgaben
Das Werk ist in der alten chinesischen Buchreihe Yimen guangdu 夷门广牍 enthalten.